# بابلو موريلو
بابلو موريلو (بالإسبانية: Pablo Morillo y Morillo)‏ هو عسكري إسباني، ولد في 5 مايو 1775 في Fuentesecas ‏ في إسبانيا، وتوفي في 27 يوليو 1837 في باغيز في فرنسا.

## وصلات خارجية
- بابلو موريلو على موقع الموسوعة البريطانية (الإنجليزية)